# Achaearanea
Achaearanea este un gen de păianjeni din familia Theridiidae.

## Specii[1]
- Achaearanea acoreensis
- Achaearanea alacris
- Achaearanea alboinsignita
- Achaearanea altiventer
- Achaearanea ambera
- Achaearanea analista
- Achaearanea anastema
- Achaearanea angulithorax
- Achaearanea anna
- Achaearanea apex
- Achaearanea asiatica
- Achaearanea azteca
- Achaearanea banosensis
- Achaearanea barra
- Achaearanea bellula
- Achaearanea blattea
- Achaearanea brookesiana
- Achaearanea budana
- Achaearanea caliensis
- Achaearanea campanulata
- Achaearanea camura
- Achaearanea canionis
- Achaearanea caqueza
- Achaearanea celsadomina
- Achaearanea chilensis
- Achaearanea chiricahua
- Achaearanea cingulata
- Achaearanea cinnabarina
- Achaearanea conjuncta
- Achaearanea culicivora
- Achaearanea dalana
- Achaearanea daliensis
- Achaearanea dea
- Achaearanea decorata
- Achaearanea diamantina
- Achaearanea digitus
- Achaearanea diglipuriensis
- Achaearanea disparata
- Achaearanea diversipes
- Achaearanea dromedariformis
- Achaearanea dubitabilis
- Achaearanea ducta
- Achaearanea durgae
- Achaearanea epicosma
- Achaearanea eramus
- Achaearanea extrilida
- Achaearanea extumida
- Achaearanea ferrumequina
- Achaearanea florendida
- Achaearanea florens
- Achaearanea fresno
- Achaearanea galeiforma
- Achaearanea gigantea
- Achaearanea globispira
- Achaearanea globosa
- Achaearanea gui
- Achaearanea hammeni
- Achaearanea hermosillo
- Achaearanea hieroglyphica
- Achaearanea hirta
- Achaearanea inopinata
- Achaearanea inops
- Achaearanea insulsa
- Achaearanea isana
- Achaearanea japonica
- Achaearanea jequirituba
- Achaearanea jinghongensis
- Achaearanea kaindi
- Achaearanea kaspi
- Achaearanea koepckei
- Achaearanea kompirensis
- Achaearanea lanyuensis
- Achaearanea longiducta
- Achaearanea lota
- Achaearanea lunata
- Achaearanea machaera
- Achaearanea manzanillo
- Achaearanea maraca
- Achaearanea maricaoensis
- Achaearanea maxima
- Achaearanea meraukensis
- Achaearanea micratula
- Achaearanea migrans
- Achaearanea milagro
- Achaearanea nayaritensis
- Achaearanea nigrodecorata
- Achaearanea nigrovittata
- Achaearanea oblivia
- Achaearanea oculiprominens
- Achaearanea orana
- Achaearanea oxymaculata
- Achaearanea palgongensis
- Achaearanea pallipera
- Achaearanea parana
- Achaearanea passiva
- Achaearanea pilaton
- Achaearanea pinguis
- Achaearanea polygramma
- Achaearanea porteri
- Achaearanea projectivulva
- Achaearanea propera
- Achaearanea pura
- Achaearanea pusillana
- Achaearanea pydanieli
- Achaearanea quadrimaculata
- Achaearanea rafaeli
- Achaearanea rapa
- Achaearanea rioensis
- Achaearanea riparia
- Achaearanea rostra
- Achaearanea rostrata
- Achaearanea rupicola
- Achaearanea ryukyu
- Achaearanea schneirlai
- Achaearanea schraderorum
- Achaearanea schullei
- Achaearanea septemguttata
- Achaearanea serax
- Achaearanea serenoae
- Achaearanea sicki
- Achaearanea simaoica
- Achaearanea simulans
- Achaearanea songi
- Achaearanea subtabulata
- Achaearanea subvexa
- Achaearanea tabulata
- Achaearanea taeniata
- Achaearanea taim
- Achaearanea tesselata
- Achaearanea tingo
- Achaearanea tovarensis
- Achaearanea transipora
- Achaearanea trapezoidalis
- Achaearanea triangula
- Achaearanea triangularis
- Achaearanea triguttata
- Achaearanea trinidensis
- Achaearanea turquino
- Achaearanea uviana
- Achaearanea valoka
- Achaearanea wau
- Achaearanea veruculata
- Achaearanea vervoorti
- Achaearanea vivida
- Achaearanea zonensis